# Ondřej Vencl
Ondřej Vencl (* 7. November 1993 in Pardubice) ist ein tschechischer Fußballspieler.

## Karriere
Vencl begann seine Karriere beim FK Pardubice. Im März 2013 debütierte er für die erste Mannschaft von Pardubice in der FNL, als er am 20. Spieltag der Saison 2012/13 gegen den FK Viktoria Žižkov in der 78. Minute für Tomáš Dubský eingewechselt wurde. Im Juni 2013 erzielte er bei einem 3:1-Sieg gegen den 1. SC Znojmo seinen ersten Treffer in der zweithöchsten tschechischen Spielklasse.
Nach dreieinhalb Jahren in der ersten Mannschaft des FK Pardubice wechselte er zur Saison 2016/17 in die Slowakei zum Zweitligisten FC Nitra. Mit Nitra konnte er zu Saisonende in die Fortuna liga aufsteigen. Im August 2017 absolvierte er sein erstes Spiel in der höchsten slowakischen Liga, als er am vierten Spieltag der Saison 2017/18 gegen den FC Zlaté Moravce in der Nachspielzeit für Filip Balaj ins Spiel gebracht wurde.
Im Juli 2018 wechselte Vencl zum österreichischen Zweitligisten SV Horn. Nach einem halben Jahr bei Horn verließ er den Verein in der Winterpause der Saison 2018/19. Daraufhin wechselte er im Februar 2019 zurück nach Tschechien zum Zweitligisten MFK Chrudim.